# جان بيار كون
جان بيار كون (بالفرنسية: Jean-Pierre Kuhn)‏ هو دراج لوكسمبورغي، ولد في 7 مايو 1903، وتوفي في 2 أغسطس 1984.

## وصلات خارجية
- جان بيار كون على موقع أرشيف الدراجات (الإنجليزية)
- جان بيار كون على موقع إحصائيات الدراجات الإحترافية (الإنجليزية)
- جان بيار كون على موقع أوليمبيديا (الإنجليزية)